# 아베 다카시 (축구 선수)
아베 다카시(일본어: 安部 崇士, 1997년 7월 15일~)는 일본의 축구 선수이다.

## 구단 경력
그는 2020년 J2리그의 도쿠시마 보르티스에 입단했다. 2020년 J2리그 우승으로 J1리그로 승격했다. 2021년 6월 J2리그의 파지아노 오카야마로 임대 이적했다. 2022년 J2리그의 도쿠시마 보르티스로 복귀했다. 2023년까지 도쿠시마 보르티스에서 76경기에 출전하여, 3득점을 넣었다. 2024년 몬테디오 야마가타로 이적했다.